# 科龍達
31°58′S 60°55′W / 31.967°S 60.917°W

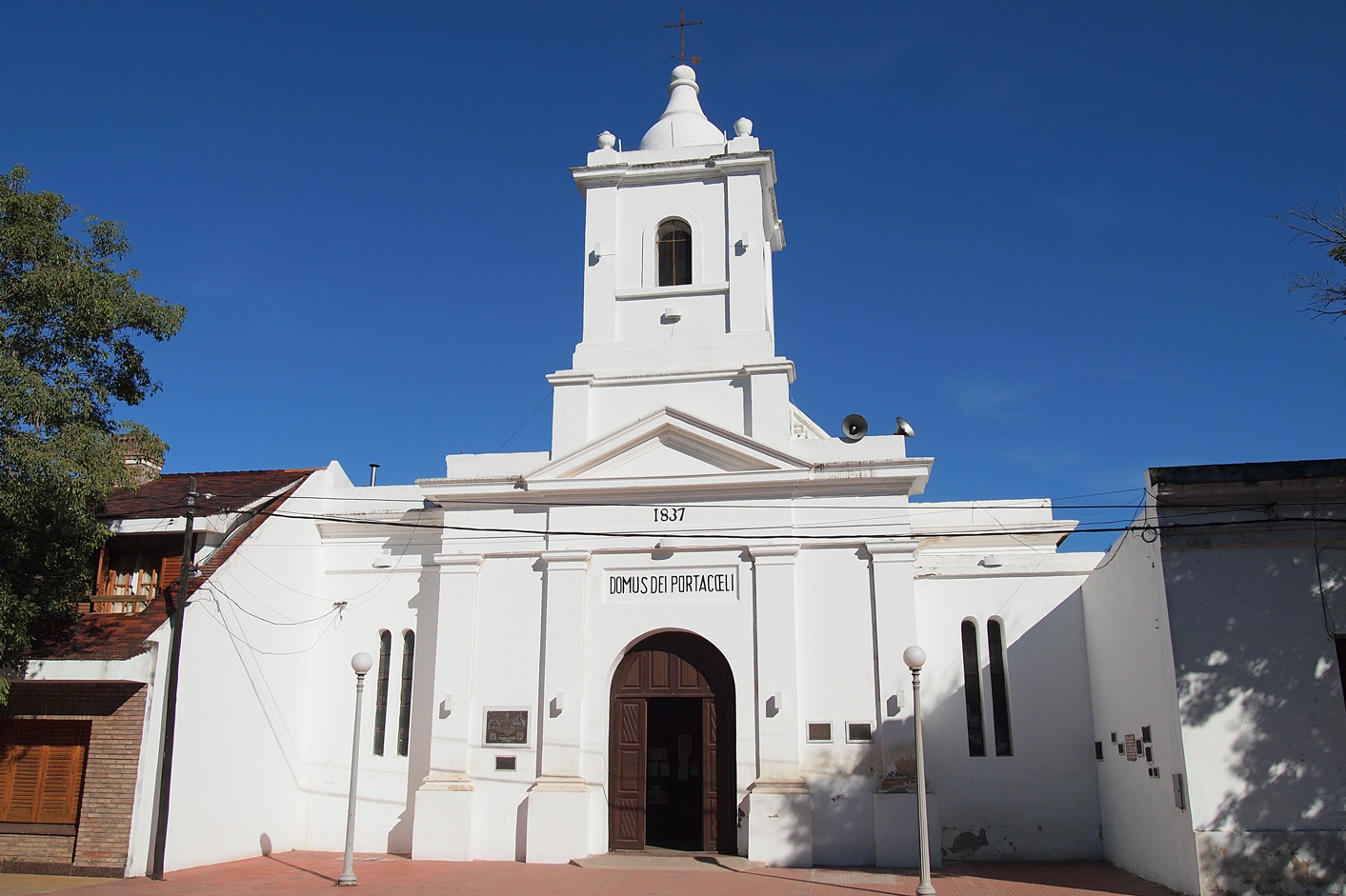
科龍達

科龍達（西班牙語：Coronda），是阿根廷的城鎮，位於該國東北部聖大非省，是聖赫羅尼莫縣的首府，始建於1664年，面積1,304平方公里，2010年人口18,115，人口密度每平方公里0.01人。